# Lódenszövet
A lódenszövet Tirolból származik, ahol a 16. században kezdték gyártani. Az elnevezés az ónémet Lodo-ból származik, aminek jelentése: durva szövet.

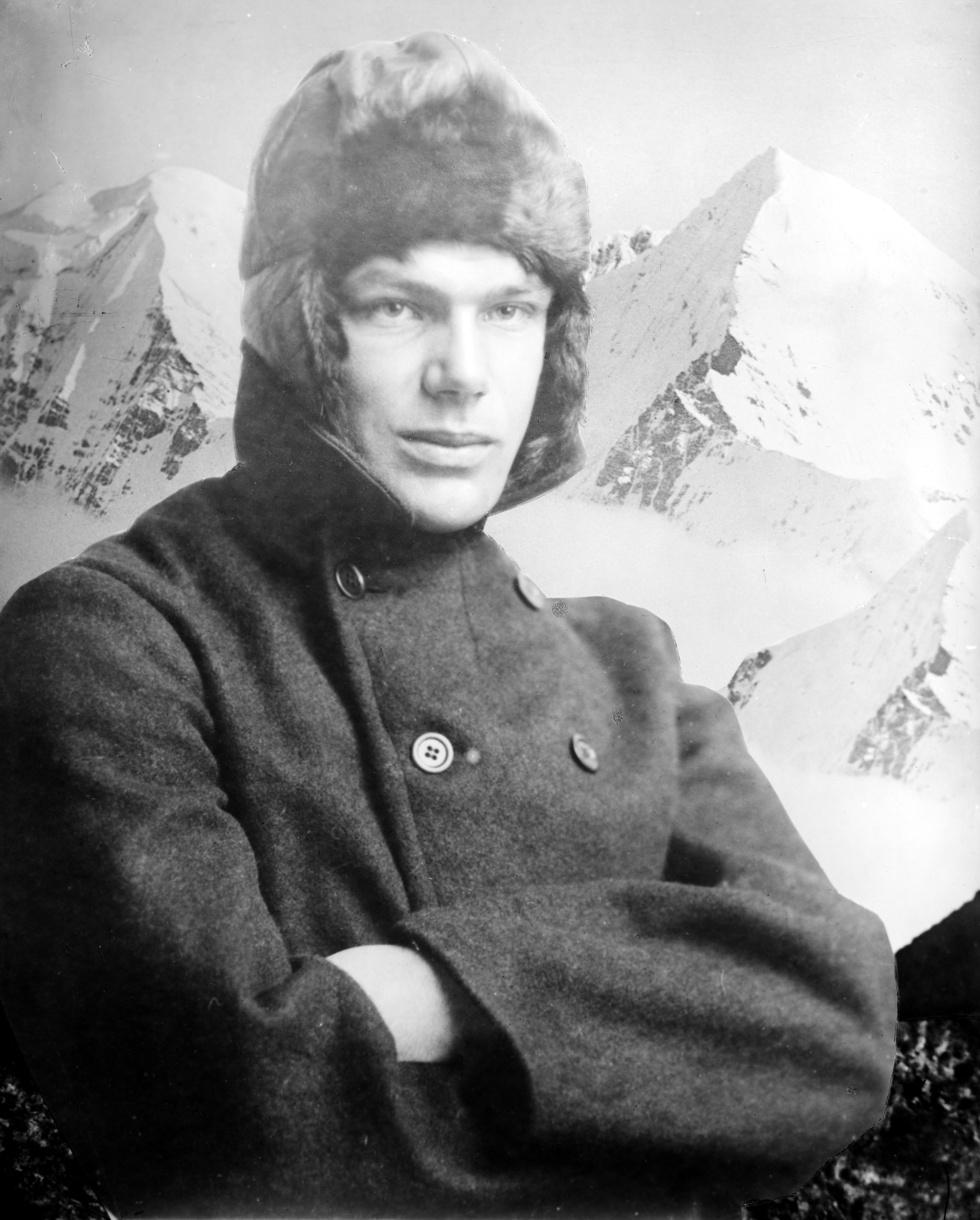
Lódenkabát

A lóden középnehéz szövet. Általában barna, rozsdabarna, zöld, olajzöld, szürke, fekete színben készül. Mind a lánc-, mind a vetülékfonal anyaga kártolt gyapjúkeverék, sőt teveszőr-keverékből is készülhet, különböző kötésmódokban. Leggyakoribb fajtája a szálirányított lóden, amely hosszúszálú nyersanyagokból készül, egy irányban lesimított felületű szálréteggel rendelkezik. 
A nyers szövetet kallózzák (nemezelik), ezzel szerkezetét erősen tömörítik, majd a további kikészítési műveletek végén bolyhozzák, nyírják és kefélik, amivel a felületét borító szálakat egy irányban rendezik. A rendezett felületi szálszerkezetnek köszönhetően vízlepergető hatású. Tömör szerkezeténél fogva a vizet nem ereszti át. A lódenszövet melegtartó, ugyanakkor légáteresztő, de szélzáró. A gyártási eljárásban víztaszító, olajtaszító és szennytaszító kikészítést is kaphat. 
Tartós és kellemes viselet, ezért női, gyermek- és férfi-felöltőket, vadász- és erdészöltözetnek, meleg és vízálló sportruházati cikkeknek igen elterjedten használják, de lakástextíliának (takaró) is beválik. Az eredeti lódenszövet mellett ma már különböző egyéb változatait is készítik, különböző kötésmódokkal, különböző hosszú száltakarókkal és könnyebb kivitelekben is.